# 桂喜丸
桂 喜丸（かつら きまる、1956年7月19日 - 2004年4月14日）は上方噺家。兵庫県加西郡泉町（現・加西市）出身。本名は酒井 公弘（さかい きみひろ）。法政大学工学部建築学科卒。

## 経歴
大学の落語研究会に所属していた頃には落語関連の全国大会でチャンピオンになったこともある。1981年4月21日、桂朝丸（現：2代目桂ざこば）に入門。1985年にはABC漫才落語新人コンクールで最優秀新人賞を受賞。
同期の桂む雀や桂米平とともに開催した「むきへい隊」、桂小米朝（現：桂米團治）と開催した「月とすっぽん」などの落語会や、出身地の加西市で開催した「きまやんの会」（後に「らくごDEわっしょい」と改名）や、東京で開催した「らくごDEきまる」などの独演会で、精力的に活動する中で持ちネタを増やし、ファンを獲得していった。
2004年4月14日午後7時15分、脳内出血のため大阪市生野区の病院で死去。47歳没。あまりにも早すぎる死に、葬儀では師匠ざこばが号泣する姿がとらえられていた。